# Jeantaud

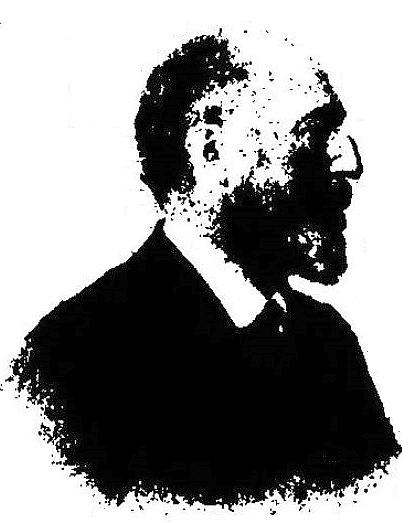
Charles Jeantaud en 1900.

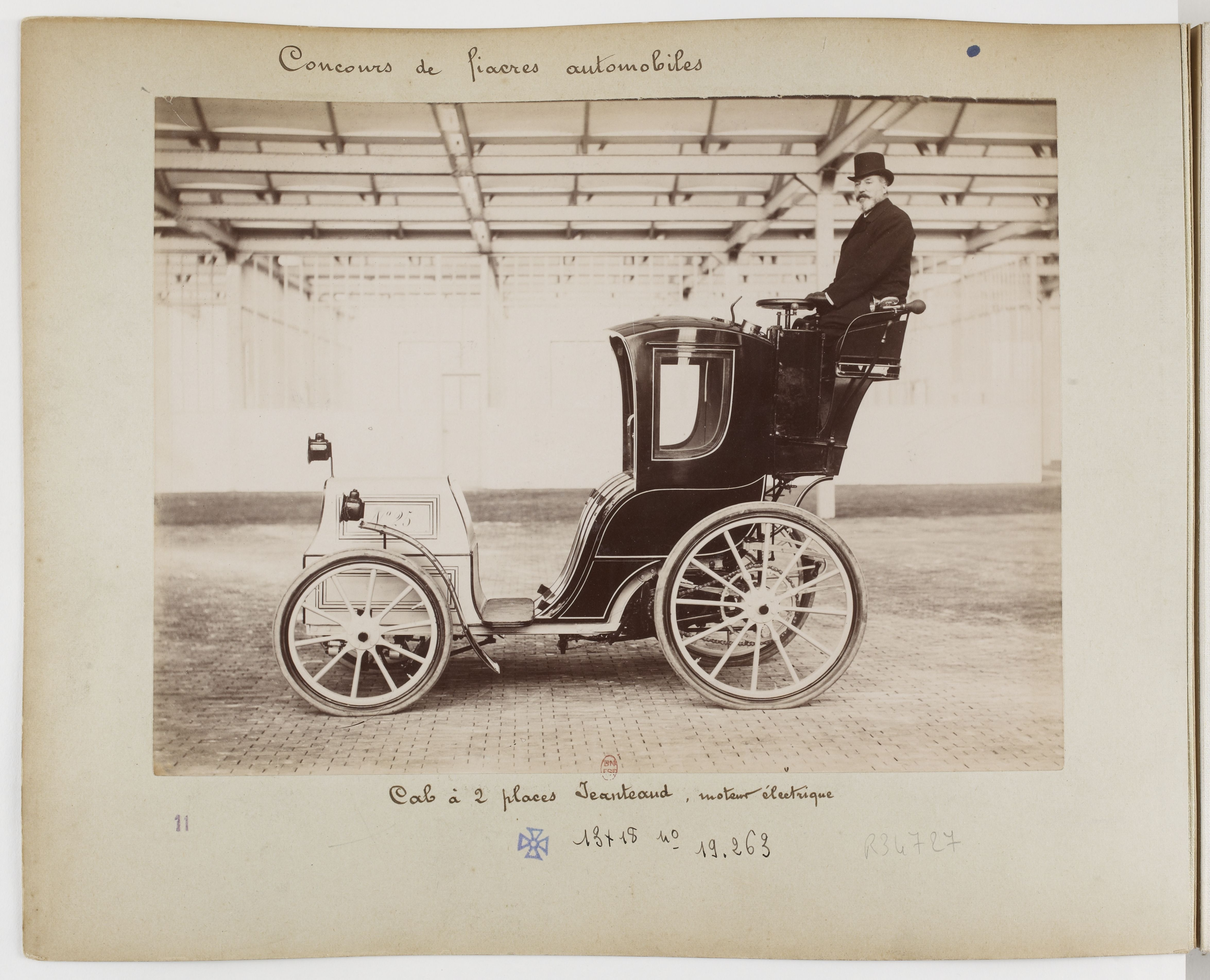
Cab électrique à deux places de Jeantaud au Concours de fiacres automobiles de Paris, 1898.

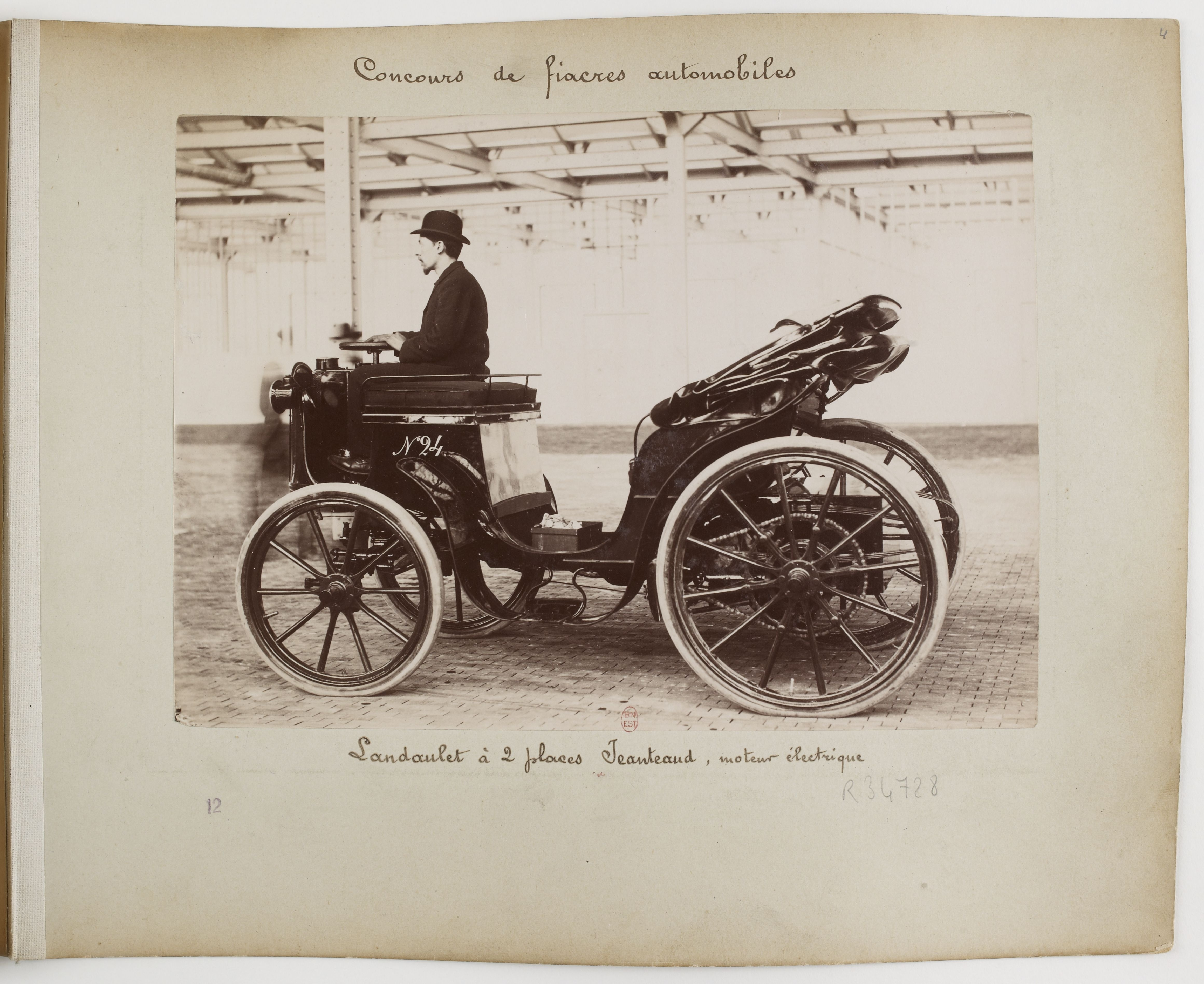
Landaulet électrique à 2 places de Jeantaud au Concours de fiacres automobiles de Paris, 1898.

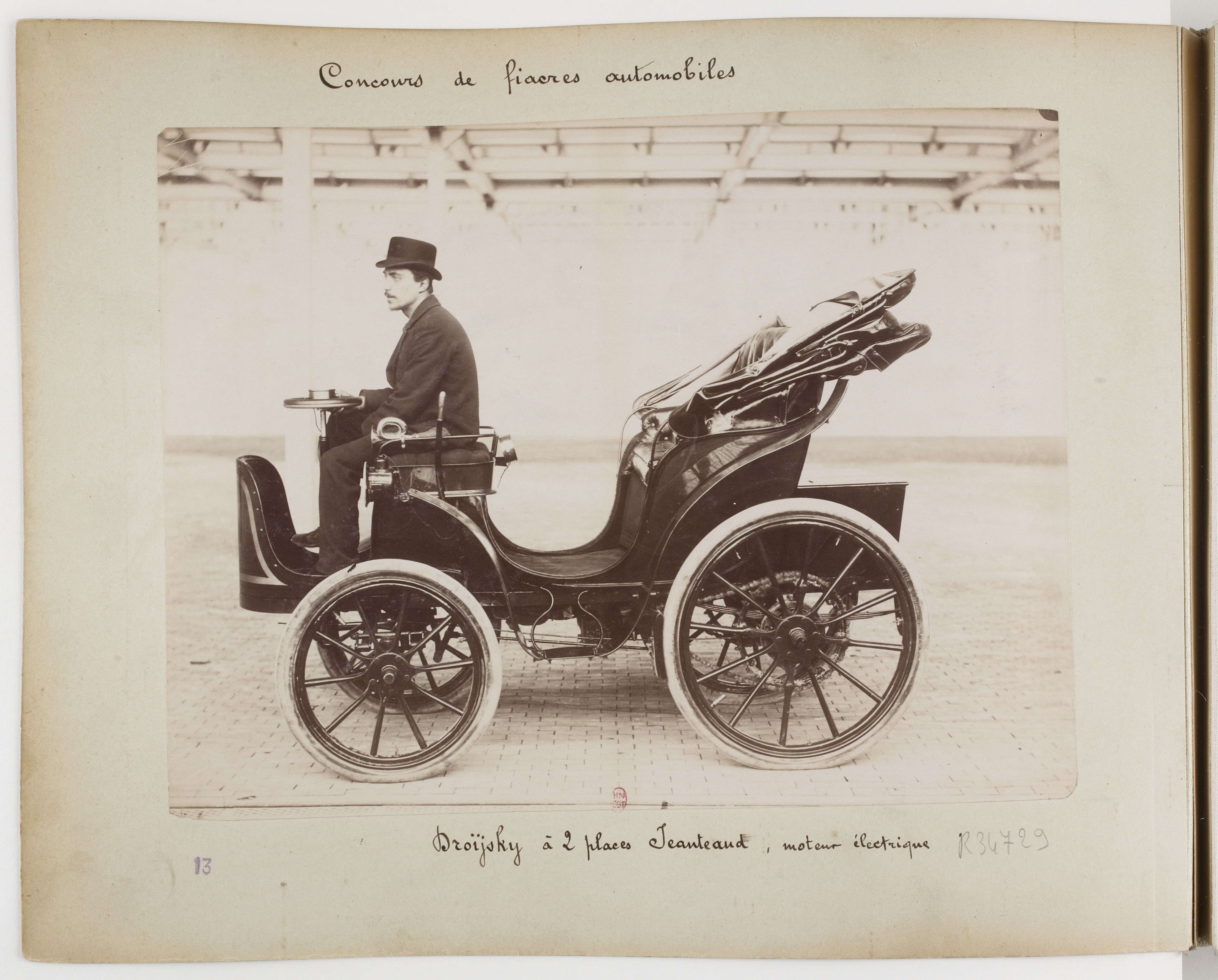
Droïjsky électrique à deux places de Jeantaud au Concours de fiacres automobiles de Paris, 1898.

Jeantaud est une  marque française d'automobiles, fabriquées à Paris de 1893 à 1906.
Dès 1881, le constructeur automobile Charles Jeantaud fabrique, avec l'aide de Camille Alphonse Faure, Gustave Trouvé et Nicolas Raffard, la Tilbury, considérée comme la première voiture électrique alimentée par des batteries (ou accumulateurs).
En 1895, Jeantaud propose une nouvelle voiture électrique prenant en compte les derniers progrès techniques.
Le plus célèbre de ses véhicules est le modèle électrique Duc, première automobile à établir un record de vitesse terrestre avec 63,15 km/h, le 18 décembre 1898, pilotée par le comte Gaston de Chasseloup-Laubat, dans le parc  de la ville d'Achères.
Sous cette marque sont produits également des coupés et des cabriolets où les conducteurs sont assis en position haute et reculée. Certains modèles ont un système inhabituel de direction des roues avant en oblique. De 1902 à 1904, Jeantaud propose des véhicules à moteur à essence semblables aux Panhard de 1898.
Jeantaud invente aussi le système de direction à parallélogramme, proposant une solution différente de celle adoptée pour les voitures à chevaux. Cette géométrie particulière des roues directrices (la roue intérieure braque plus que la roue extérieure) est connue des ingénieurs sous le nom d'épure de Jeantaud (ou d'Ackermann chez les Anglo-Saxons). Elle est encore en usage sur les autos modernes.
L'entreprise ferme en 1906 avec le décès de son fondateur.

## Liens externes

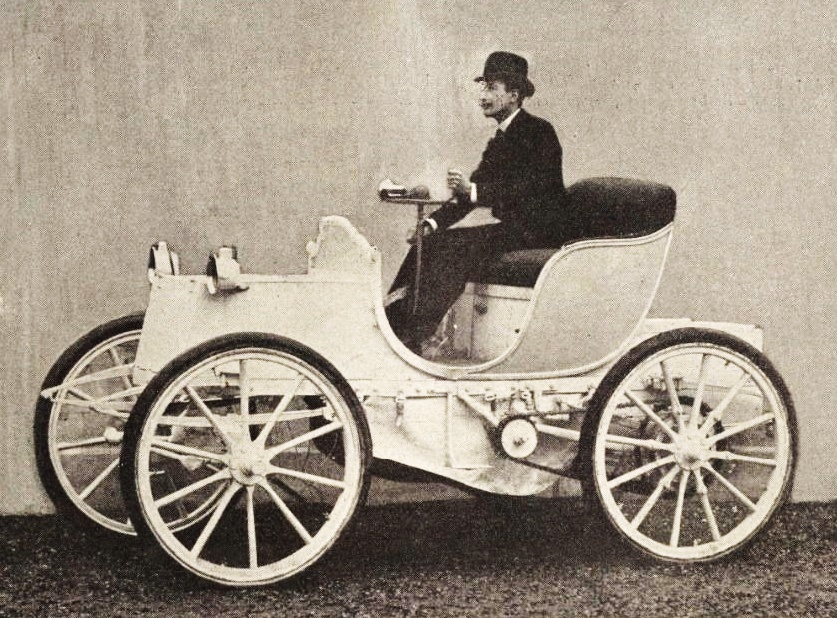
Le Comte Gaston de Chasseloup-Laubat, sur Jeantaud Duc électrique en 1899.

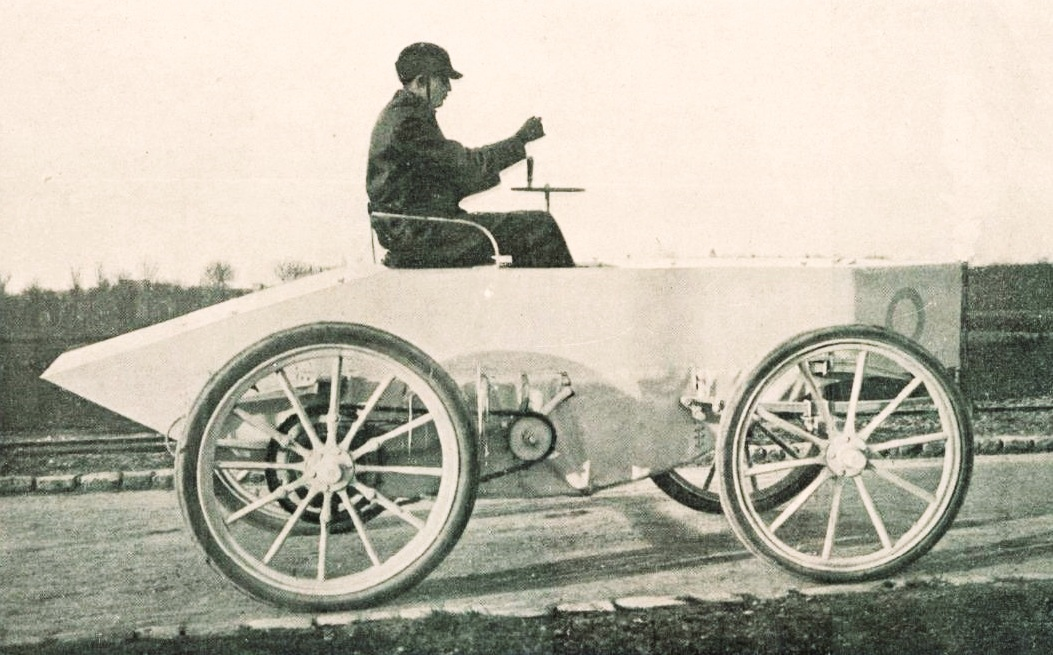
Le comte Gaston de Chasseloup-Laubat le 4 mars 1899 à Achères sur Jeantaud Duc électrique profilée (record du monde de vitesse).